# Молочай полумохнатый
Молочай полумохнатый (лат. Euphorbia semivillosa) — вид травянистых растений рода Молочай (Euphorbia) семейства Молочайные (Euphorbiaceae), распространённый от востока Украины до запада Казахстана и Западной Сибири.

## Ботаническое описание
Многолетнее травянистое растение, (35) 45—120 (200) см высотой. Корень толстый, цилиндрический, многоглавый. Стебли многочисленные, облиственные, ребристо-полосчатые, полые, ветвящиеся. Стеблевые листья очередные, продолговато-ланцетные или ланцетные, сидячие, снизу мягкоопушённые, мелкопильчатые в верхней части, тупые, до 11 см длиной.
Соцветие щитковидное, основной зонтик несёт 5—8 лучей, на конце трёхраздельных, а затем двураздельных. Листочки обёрток широкояйцевидные или продолговато-ланцетные; листочки обёрточек продолговато-эллиптические, тупые. Плод — дробная, приплюснуто-шаровидная, слегка бороздчатая коробочка, до 4 мм длиной и 4,5 мм шириной. Семена сжато-яйцевидные, 2,5 мм длиной.

## Значение и применение
Скотом не поедается. Ядовит.

## Охрана
Включён в красные книги Владимирской области (известна одна популяция около села Кидекша) и Калужской области (охраняется в национальном парке «Угра»).

## Синонимы
- Euphorbia desertorum Weinm. (1837)
- Euphorbia illirica subsp. semivillosa (Prokh.) Govaerts (2000)
- Euphorbia villosa subsp. semivillosa (Prokh.) Oudejans (1993)
- Galarhoeus semivillosus (Prokh.) Prokh. (1941)
- Tithymalus desertorum (Weinm.) Klotzsch & Garcke (1860)
- Tithymalus semivillosus Prokh. (1933)